# Michael Kadelbach
Michael Kadelbach (* 1978 in Frankfurt am Main) ist ein deutscher Komponist. Neben einer Vielzahl von Werken für Filmproduktionen zeichnet er sich auch durch die Komposition der Hymne der UEFA Europa League aus, die seit 2015 Verwendung findet.

## Leben
Michael Kadelbach wuchs in Frankfurt am Main auf. Nach seinem Abitur 1997 studierte er Komposition am Dr. Hoch’s Konservatorium.
Sein Bruder ist Regisseur Philipp Kadelbach.

## Filmografie (Auswahl)
- 2004: Weltmarktführer – Die Geschichte des Tan Siekmann (Dokumentarfilm)
- 2005: Akumi (Kurzfilm)
- 2006: Operation: Cupcake (Kurzfilm)
- 2007: Grosse Erwartungen (Kurzfilm)
- 2008: Bis dass der Tod uns scheidet (Fernsehfilm)
- 2009: All You Need Is Love – Meine Schwiegertochter ist ein Mann (Fernsehfilm)
- 2009: Entscheidung in den Wolken (Fernsehfilm)
- 2010: Carlotta und die Wolke (Kurzfilm)
- 2010: Kein Geist für alle Fälle (Fernsehfilm)
- 2011: Edeltraud und Theodor (Kurzfilm)
- 2011: Versicherungsvertreter – Die erstaunliche Karriere des Mehmet Göker
- 2013: Cerro Torre – Nicht den Hauch einer Chance (Dokumentarfilm)
- 2015: Nackt unter Wölfen (Fernsehfilm)
- 2016: Auf kurze Distanz (Fernsehfilm)
- 2018: Tatort: Im toten Winkel (Fernsehfilm)
- 2018: Tatort: Blut (Fernsehfilm)
- 2018: So viel Zeit
- 2018: Parfum (Fernsehserie, 6 Episoden)
- 2019: Tatort: Das Nest (Fernsehfilm)
- 2019: Play (Fernsehfilm)
- 2020: Isi & Ossi
- 2021: Schneller als die Angst (TV-Thriller-Serie, ARD) – Regie: Florian Baxmeyer
- 2021: Wir Kinder vom Bahnhof Zoo (Fernsehserie, 8 Episoden)
- 2022: Munich Games (Fernsehserie, 6 Episoden)
- 2023: Mordach – Tod in den Bergen
- 2023: Eine Billion Dollar (Fernsehserie)
- 2024: 60 Minuten (Netflixfilm)
- 2025: Ghosts (Fernsehserie)
- 2025: Brick (Netflixfilm)
- 2025: Der Geier – Freund oder Feind (Fernsehreihe)